# Comuna Krasnosillea, Ciîhîrîn
Krasnosillea (în ucraineană Красносілля) este o comună în raionul Ciîhîrîn, regiunea Cerkasî, Ucraina, formată din satele Krasnosillea (reședința), Pohorilți și Rozsoșînți.

## Demografie
Componența lingvistică a comunei Krasnosillea
     Ucraineană (94,66%)
     Rusă (4,47%)
Conform recensământului din 2001, majoritatea populației comunei Krasnosillea era vorbitoare de ucraineană (94,66%), existând în minoritate și vorbitori de rusă (4,47%).